# Chrocus
Chrocus of Crocus is de naam van een of meerdere Alemaanse koning(en) uit de tweede helft derde eeuw en begin vierde eeuw.
Volgens Gregorius van Tours' Geschiedenis van de Franken was Chrocus een beroemde koning, die verantwoordelijk was voor heel wat vernietigingen in geheel Gallië.
In 260 leidde hij een opstand van de Alemannen tegen het Romeinse Rijk. Hij doorbrak de Opper-Germaanse Limes en bereikte Clermont-Ferrand en misschien Ravenna, maar moest het onderspit delven in de Slag bij het Gardameer (268).
Volgens sommige bronnen sloot hij zich later met zijn troepen aan bij het leger van Constantijn de Grote. In 306 was hij aanwezig bij de dood van Constantius Chlorus in York, Britannia. Hij steunde de proclamatie van Constantijn als nieuwe Romeinse keizer (Epitome de Caesaribus 41).